# Ligny-en-Barrois
Ligny-en-Barrois [liɲi ɑ̃ baʁwa] ist eine französische Gemeinde mit 3696 Einwohnern (Stand 1. Januar 2022) im Département Meuse in der Region Grand Est (bis 2015 Lothringen). Sie gehört zum Arrondissement Bar-le-Duc und zum Kanton Ligny-en-Barrois. Die Einwohner werden Linéens genannt.

## Geografie
Ligny-en-Barrois liegt am Ornain, etwa 45 Kilometer westlich von Toul. Parallel zum Ornain verläuft der Canal de la Marne au Rhin (dt: Rhein-Marne-Kanal), der unter Ausnutzung weiterer Kanäle eine schiffbare Verbindung aus dem Raum Paris bis an den Rhein ermöglicht.

## Geschichte
Ligny wurde 962 als Lineium erstmals urkundlich erwähnt. Die Stadt entwickelte sich ab dem 11. oder 12. Jahrhundert um ein Schloss herum, das in der Nähe der Tour Valéran stand.
Ligny-en-Barrois war die Hauptstadt der Herrschaft und späteren Grafschaft Ligny, die nacheinander den Grafen der Champagne, den Grafen von Bar und dann einer Seitenlinie der Grafen von Luxemburg gehörte, die ab 1371 mit Johann sogar den Mainzer Erzstuhl besetzte. Ab 1719 war sie Teil des Herzogtums Lothringen. 1766 kam sie zu Frankreich.

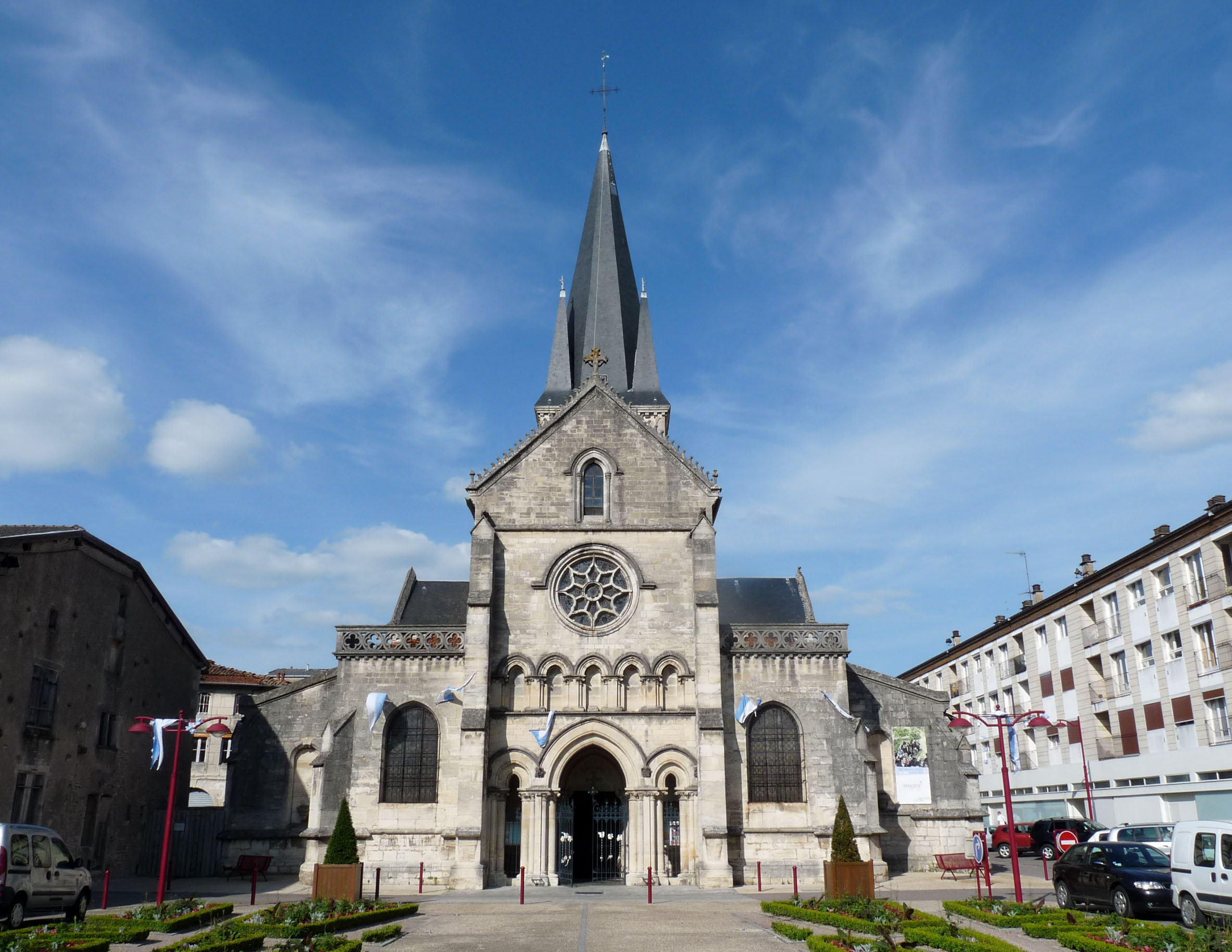
Kirche Notre-Dame-des-Vertus

1544 wurde Ligny-en-Barrois von den Truppen Karls V. belagert und zerstört. 1544 bis 1591 lenkte Margarethe von Savoyen die Geschicke der Grafschaft von Ligny. Sie ließ die Stadt wieder aufrichten.
Mitte des 18. Jahrhunderts wurden unter Stanislaus Leszczynski etliche Gebäude errichtet, darunter die Porte Royale, das Rathaus (Hôtel de ville) und die Porte Dauphine.
Im 19. Jahrhundert entwickelte sich Ligny-en-Barrois zu einem Zentrum der optischen Industrie und der Feinmechanik.
Bis heute werden in ehemaligen Kässbohrer-Werk für Daimler Truck Stadtbusse der Marke Citaro für den französischen Markt montiert.

### Bevölkerungsentwicklung
| Jahr      | 1962 | 1968 | 1975 | 1982 | 1990 | 1999 | 2007 | 2019 |
| Einwohner | 5157 | 5861 | 6143 | 5591 | 5342 | 5036 | 4564 | 4018 |

## Städtepartnerschaft
Seit dem 12. September 1998 besteht eine Partnerschaft mit der Stadt Aichtal in Baden-Württemberg.

## Persönlichkeiten
- Johann von Luxemburg-Ligny († 1373), Erzbischof von Mainz
- Peter von Luxemburg (1369–1387), geboren in Ligny-en-Barrois, Kardinal von Avignon und Bischof von Metz
- Pierre Barrois (1774–1860), geboren in Ligny-en-Barrois, französischer General